# Hausfigur
Unter einer Hausfigur versteht man die Darstellung einer Person an einem Profanbau. Sie können als Statuen oder Statuetten auf einem Podest oder in einer Nische an Gebäuden angebracht sein bzw. als Relief oder vollplastische Darstellung in Gebäude eingemauert sein. Bei der überwiegende Zahl handelt es sich um Verkörperungen Heiliger. Historische Hausfiguren stehen in der Regel unter Denkmalschutz.
Im Gebiet des ehemaligen Hochstifts Würzburg sind Hausfiguren mit Heiligendarstellungen noch zahlreich anzutreffen. Die überwiegende Zahl sind hier Mariendarstellungen. Kunsthistorisch besonders wertvoll ist die sogenannte Nordheimer Madonna, die allerdings ursprünglich wohl im Würzburger Dom aufgestellt war.
Folgende denkmalgeschützten Objekte sind Beispiele für die verschiedenen Motive von sakralen Hausfiguren in Franken.
Ehemaliges Hochstift Würzburg

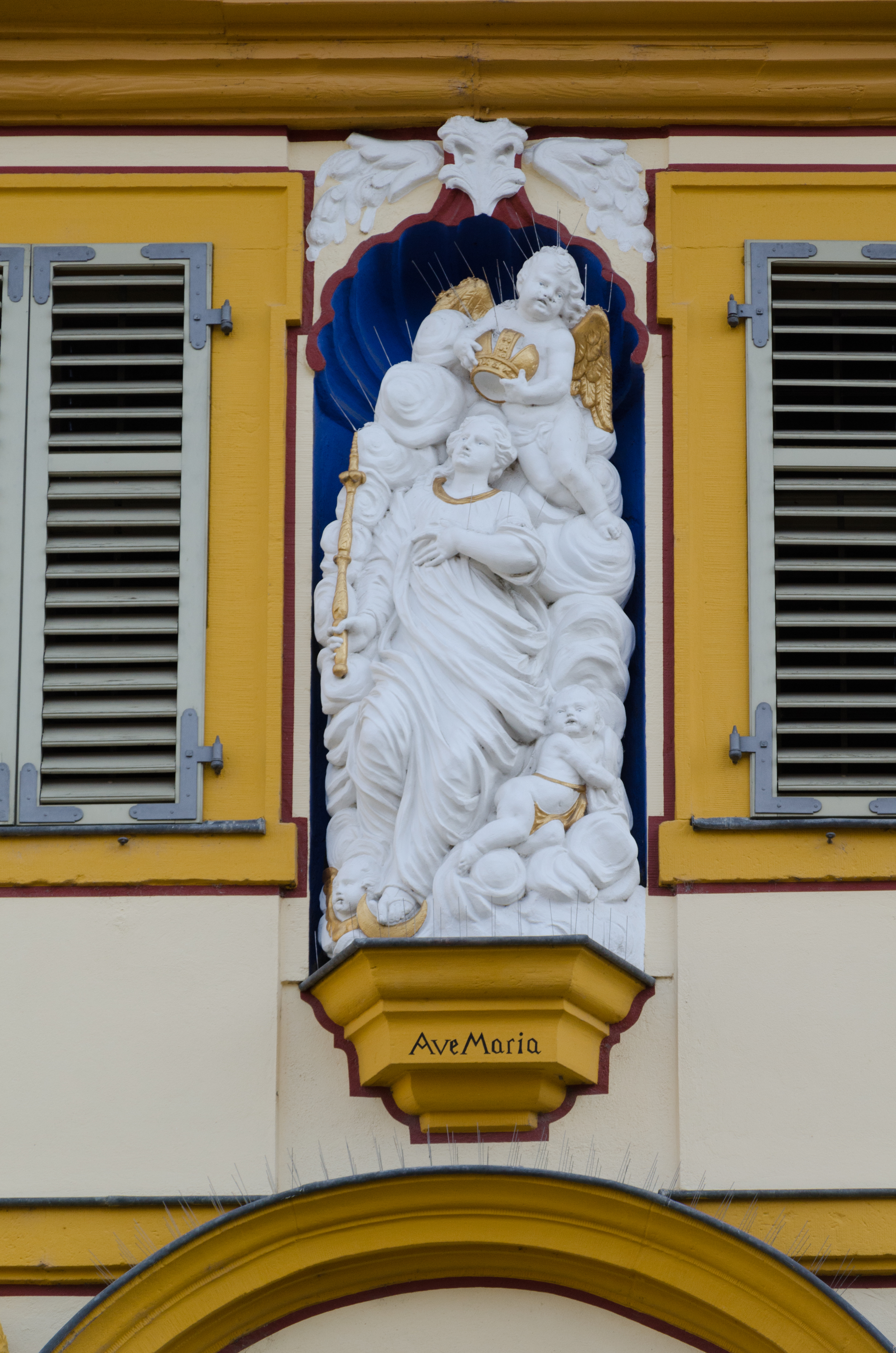
Barocke Marienfigur in Frickenhausen am Main
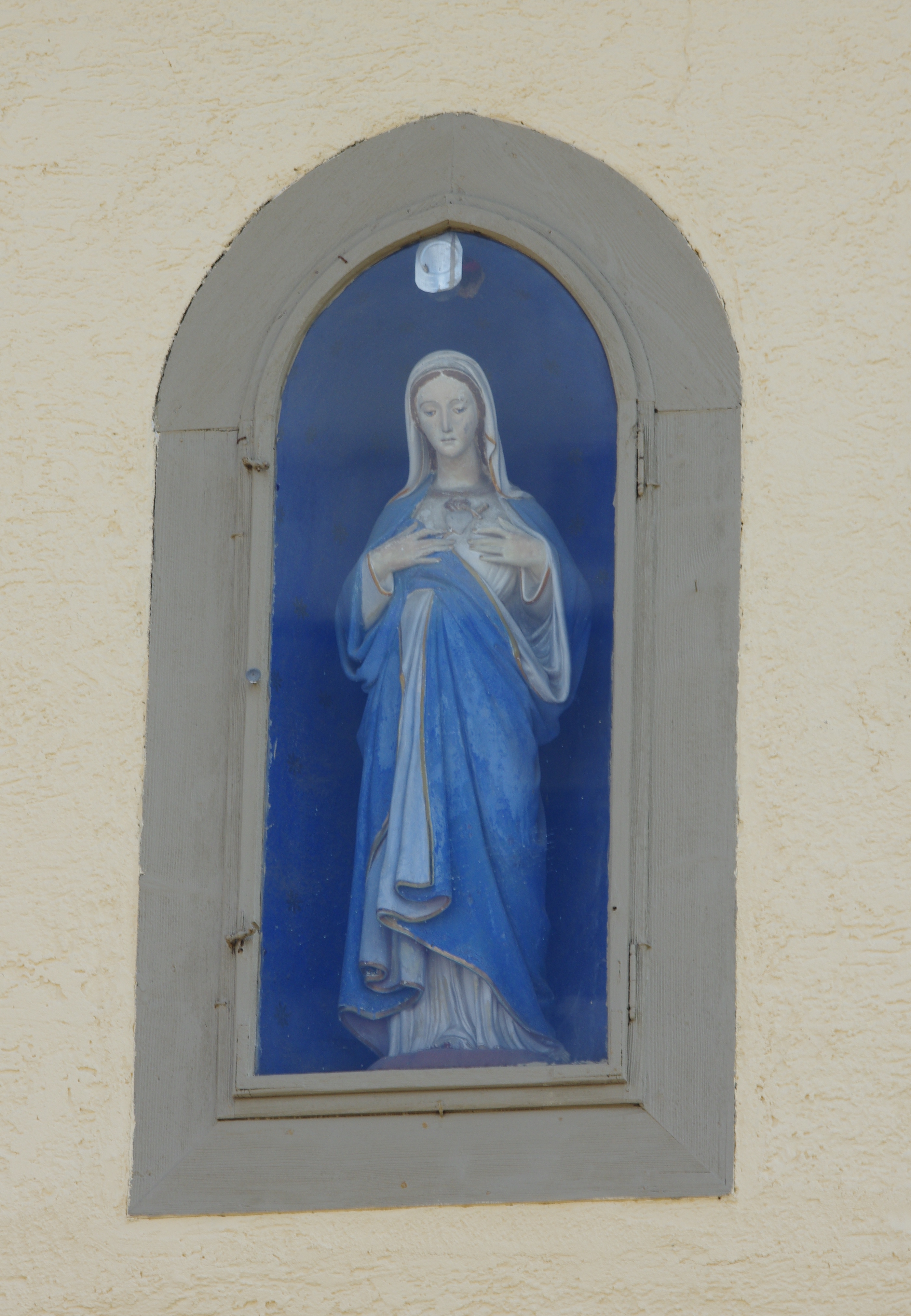
Madonnenfigur hinter Glas in Geldersheim
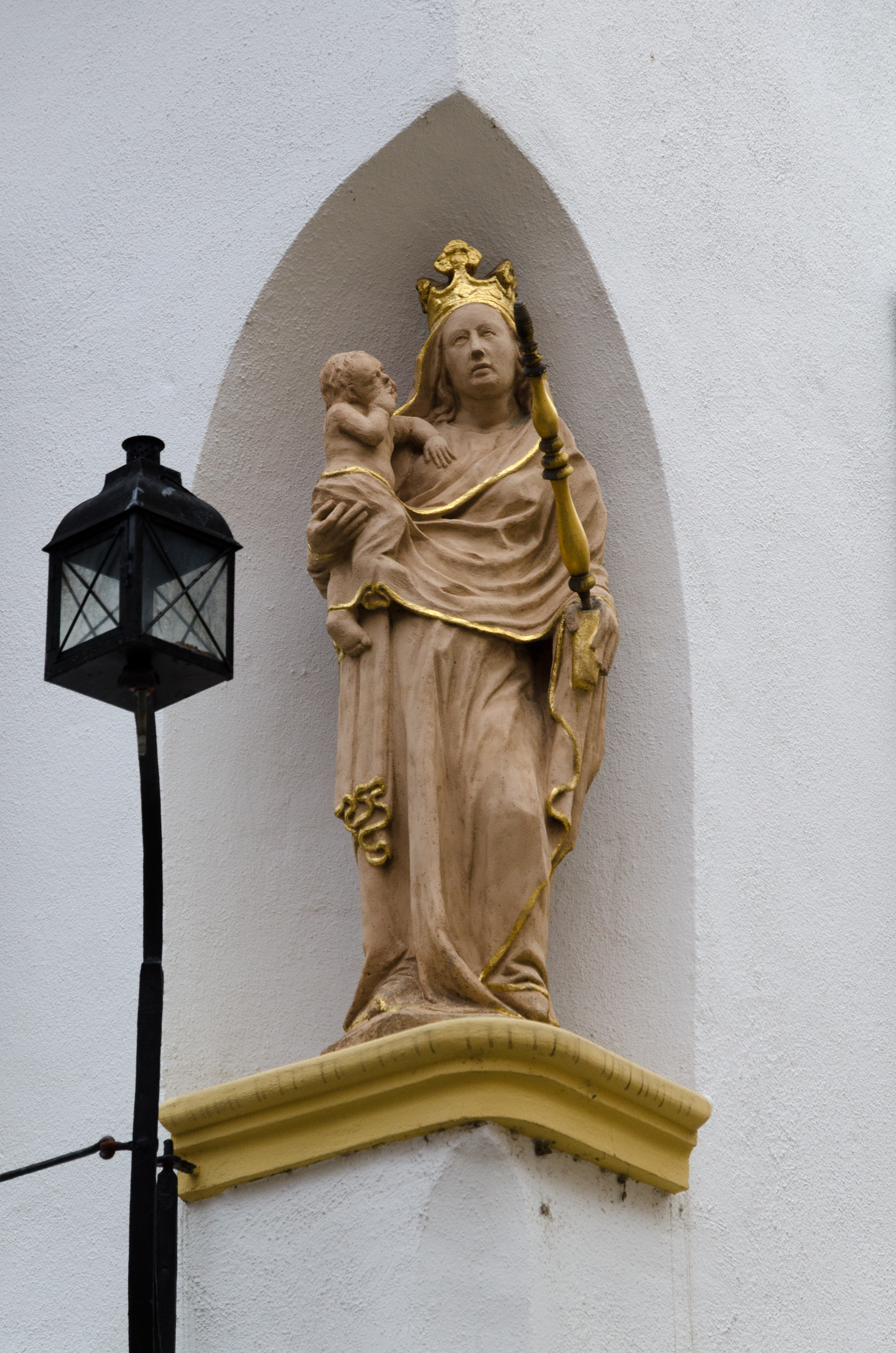
Gotische Madonnenfigur in Ochsenfurt
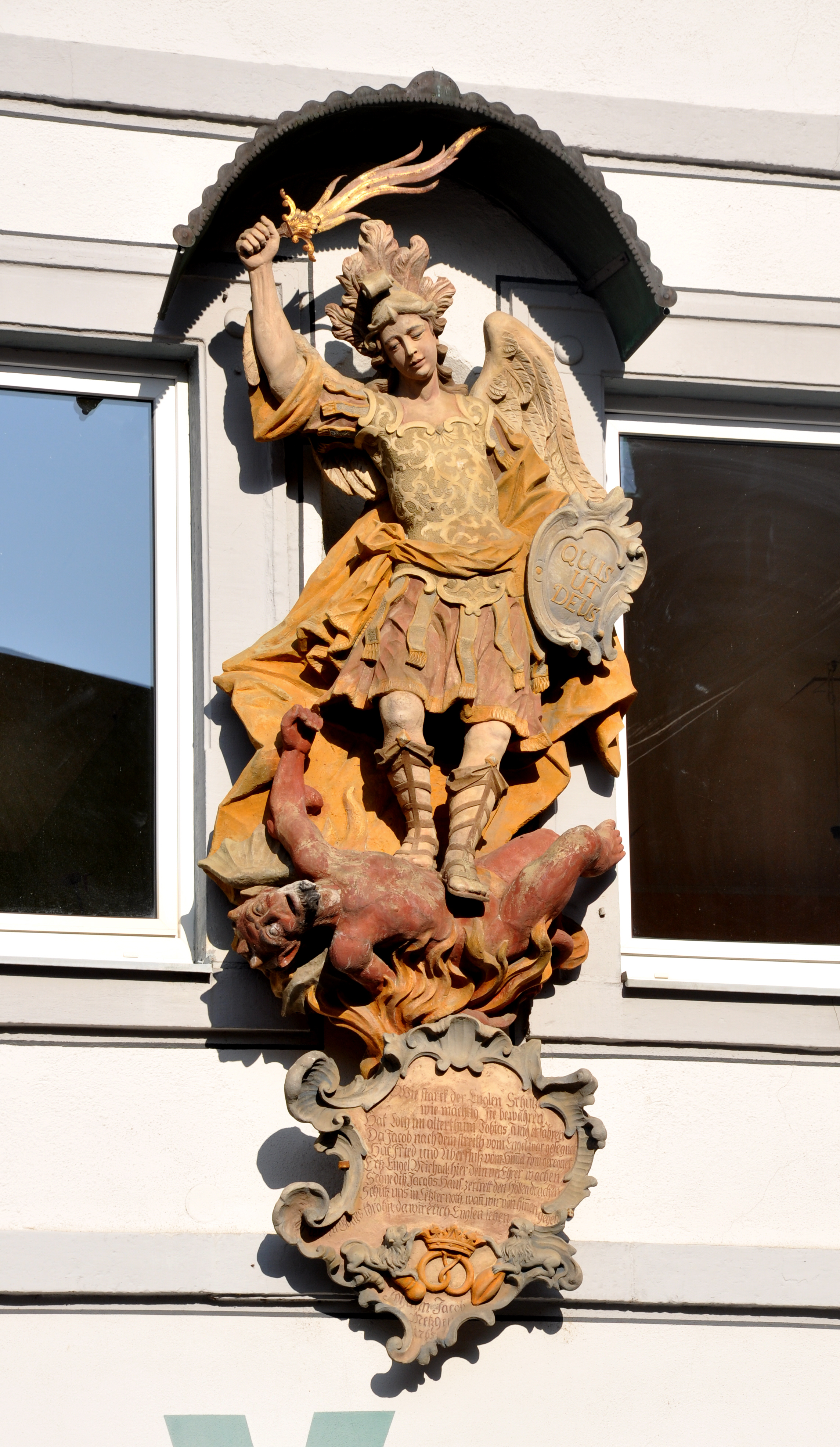
Erzengel Michael in Ochsenfurt
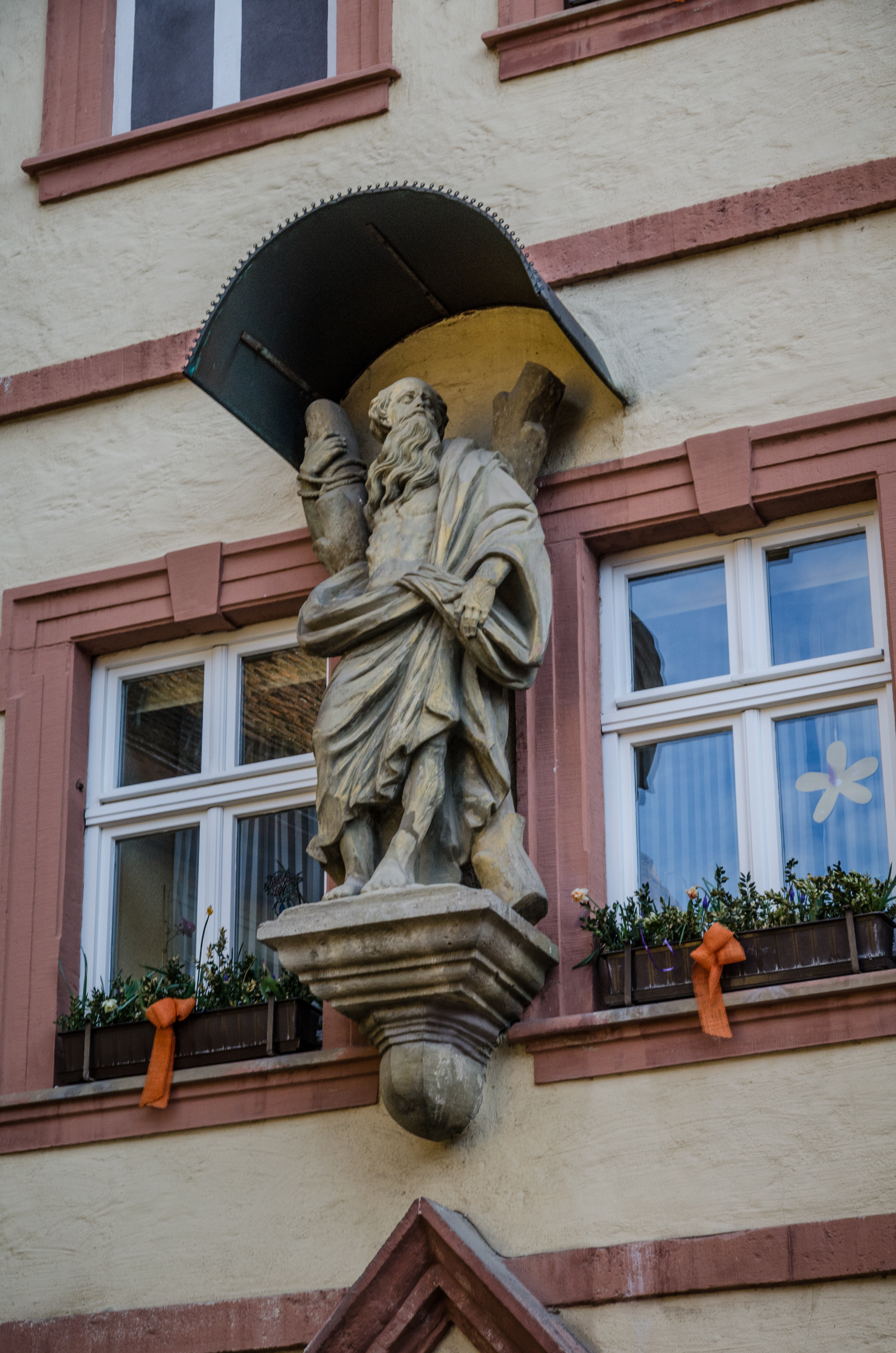
Heiliger Andreas in Frickenhausen am Main
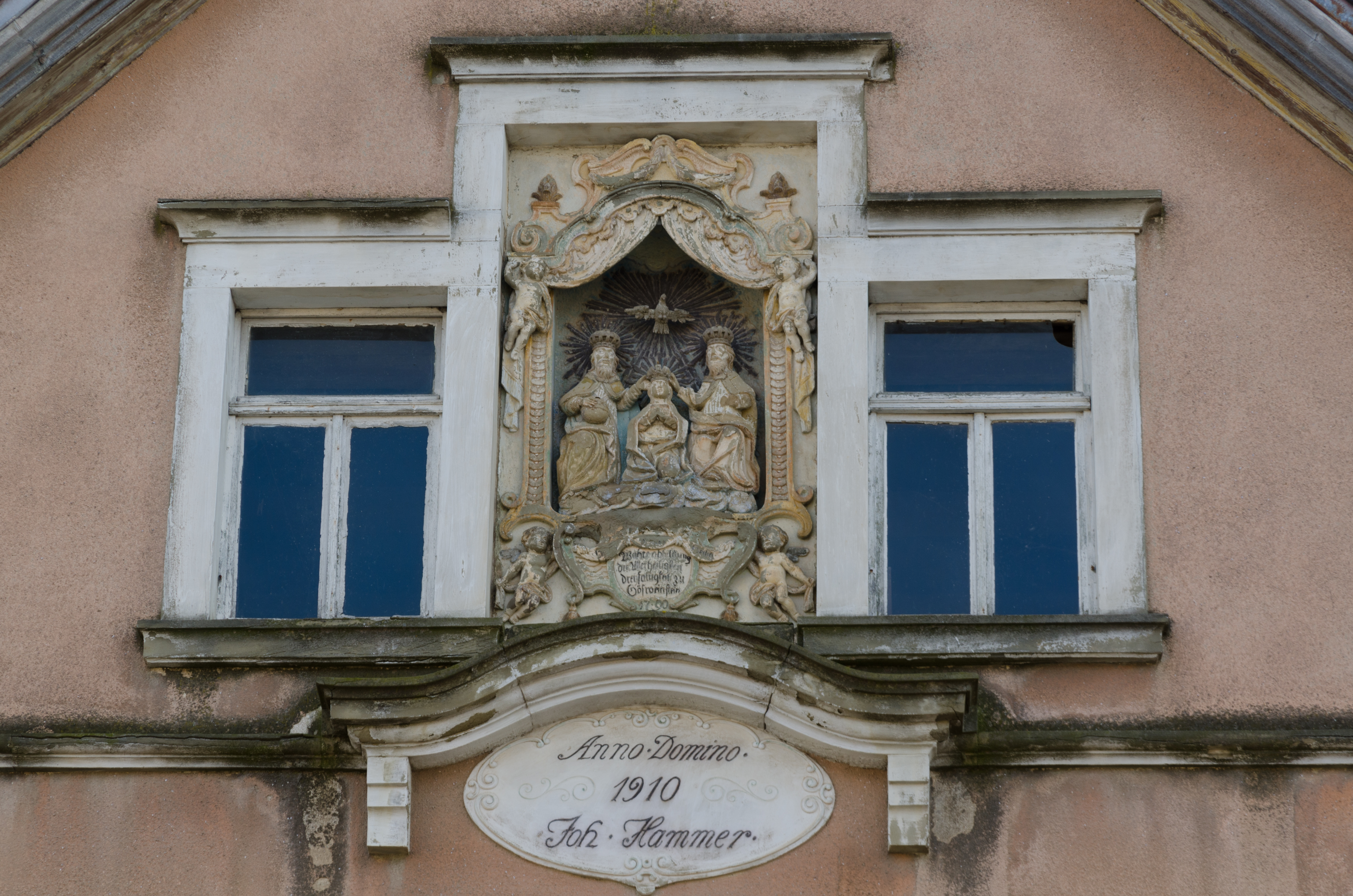
Marienkrönung in Geldersheim

Ehemalige Reichsstadt Dinkelsbühl

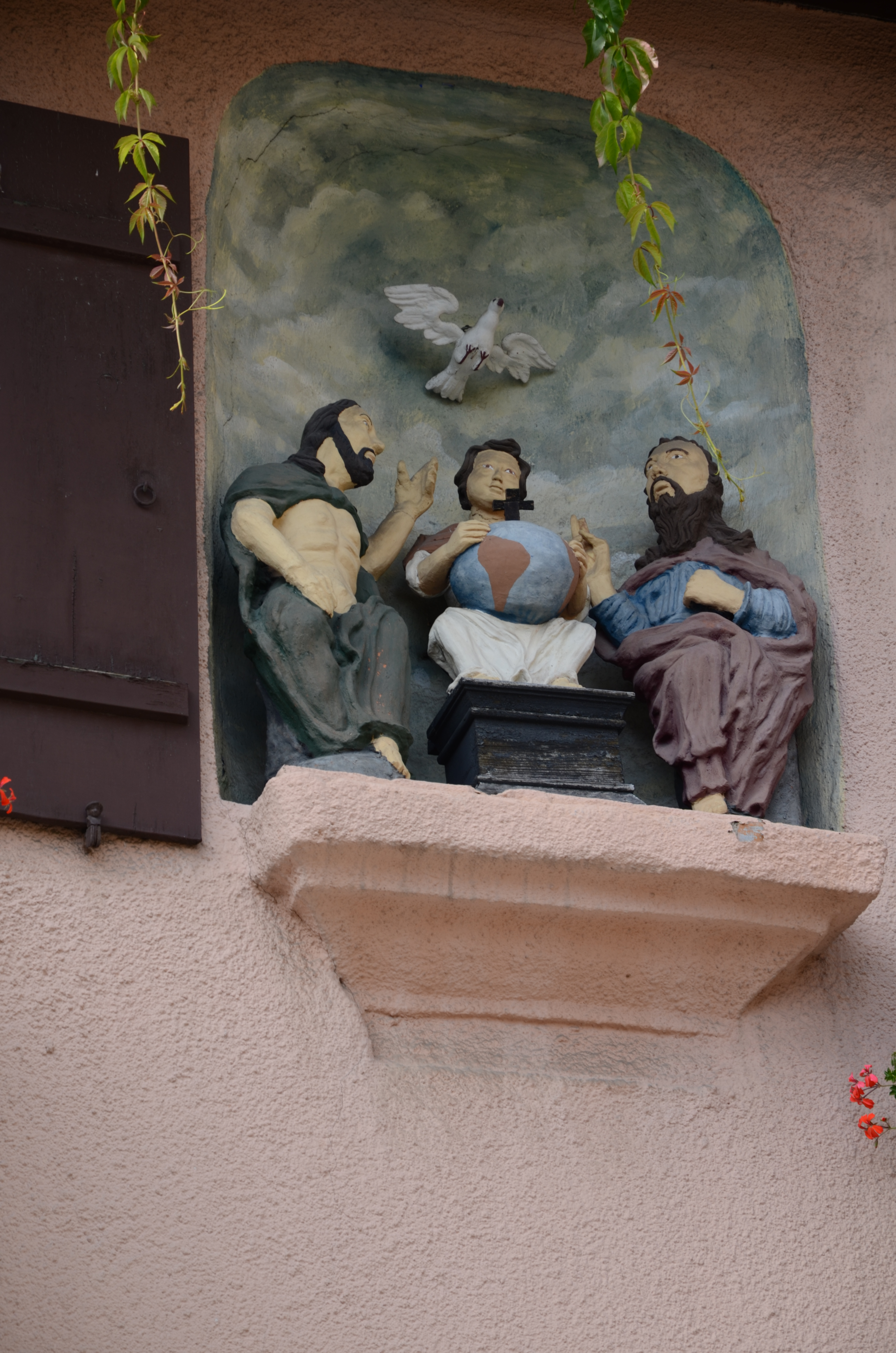
Heilige Dreifaltigkeit in Dinkelsbühl